# Blässe (Band)
Blässe war eine Berliner No-Wave-Band, die mit Klängen, Geräuschen, Tapes und Stimmen experimentierten. Ihre musikalischen Experimente und Ideen flossen in Bands wie Einstürzende Neubauten und Die Krupps mit ein.

## Geschichte
Blässe wurde 1979 in Berlin durch den damals 13-jährigen Alexander von Borsig alias Alexander Hacke und Richard Hirsch gegründet. Ihren ersten Auftritt hatte die Band beim Antifaschistischen Festival am 30. September 1979 an der TU Berlin. Ziel war mit Sounds, Rhythmen und Sprache zu experimentieren.
Ab Dezember 1979 spielten sie mit Eva-Maria Gößling, ex Mania D, im Berliner Club Blue Moon und ab Januar 1980 auch mit der New Yorker Performance-Art-Künstlerin Arleen Schloss im Berliner SO36. Von der Kooperation mit dem 18-jährigen SAMO alias Jean-Michel Basquiat in New York brachte Eva Gößling die Idee der „Hypnotic Music“ mit nach Berlin. Hierbei ging es darum, Klänge, Melodien, Worte so oft zu wiederholen, dass eine meditative Stimmung entstand, die durch eine kleine Abweichung jäh aufgebrochen wurde.
Die 100%-Synthetik-Tournee durch Galerien in Deutschland und Österreich im April 1980 polarisierte das Publikum durch radikale Sounds und Texte. Alexander Hacke wurde im selben Monat Gründungsmitglied der Einstürzenden Neubauten. Eva Gößling ging nach Düsseldorf und arbeitete dort gemeinsam mit Brigitte Bühler und Xaõ Seffcheque an der Weiterentwicklung von Blässe. Im Dezember 1980 erschien die erste Single Lieben Sie Saxofon. „Kontemplativer Jazz Modernismus mit einem wunderschönen psychedelischen Wüstensaxofon“, schrieb Diedrich Diederichsen in Sounds. Das Düsseldorfer Kassettenlabel Klar!80/81 publizierte im April 1981 Blässe Live (Buhuu 8) „Lange, monotone, repetitive Figuren, darüber das Saxophon stets Ängste artikulierend, spitz und fragil.“
„Der Umgang mit Intensitäten, der Aufbau der vier langen Stücke erinnert an Free Jazz der Mittsechziger“, schrieb Sounds 05/1981. Bernward Malaka, Bassist, den Eva Gößling von der Produktion Stahlwerksinfonie der Krupps, wo sie Saxofon spielte, kannte, arbeitete auf dem No-Düsseldorf-Sampler MASSA mit. Hier sind Blässe auf einer LP mit 5 Stücken vertreten, über die D. Diederichsen schrieb: „ihr ideenreicher Kaputt-Jazz deckt einen hierzulande noch nicht vertretenen Bereich ab“. Blässe zeigten während ihrer Konzerte den Super-8-Film S-Bahn Berlin 1980 und spielten live dazu. René Tinner, Tonmeister der Stahlwerksinfonie empfahl Joachim Witt die Blässe-Saxofonistin für seine Filmmusik Inflation im Paradies. 1982 zog Eva Gößling nach London, Blässe lösten sich auf, Brigitte Bühler arbeitete am Malaria!-Video Geld Money.

## Galerie

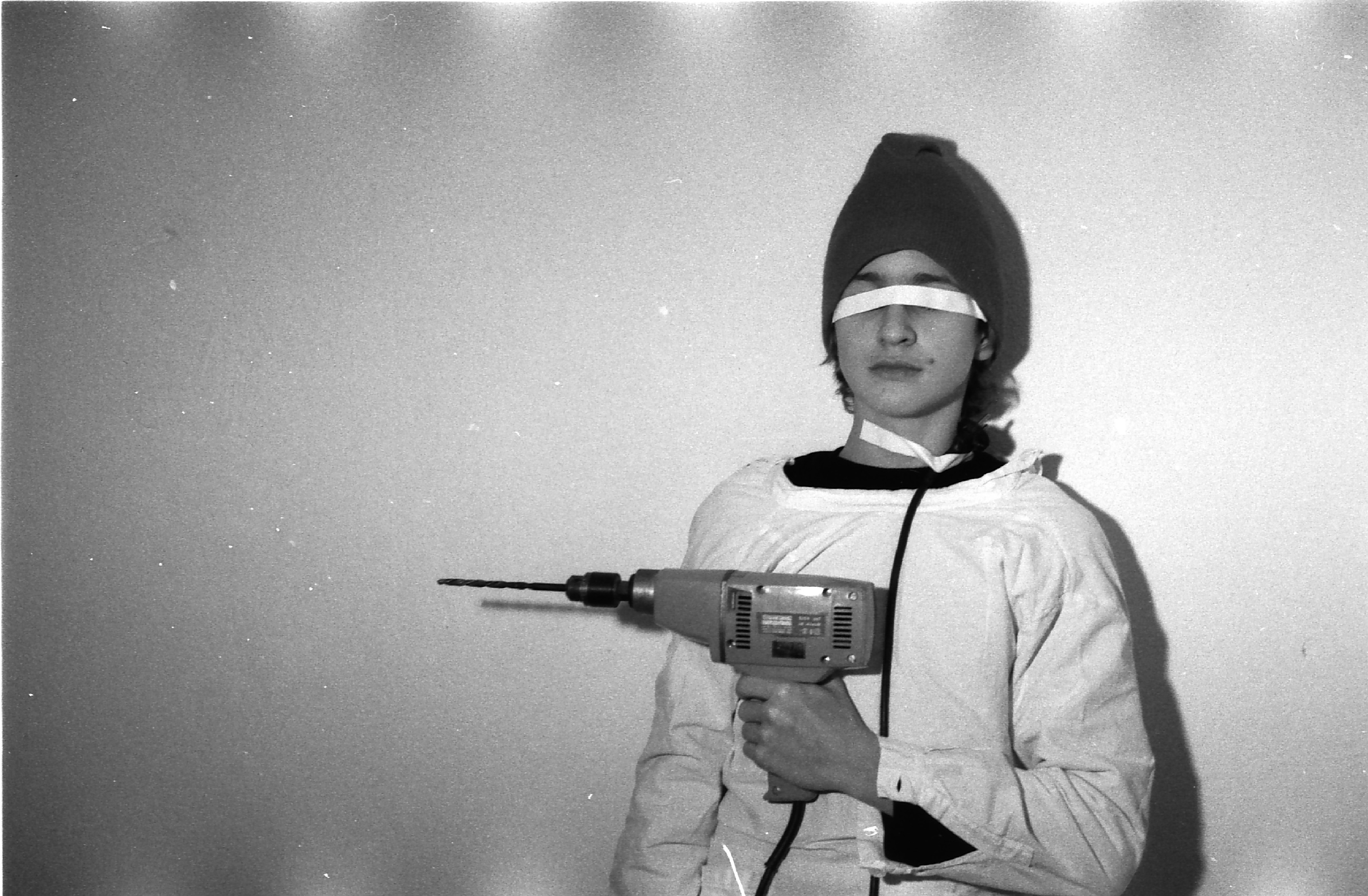
Alexander Hacke 1979
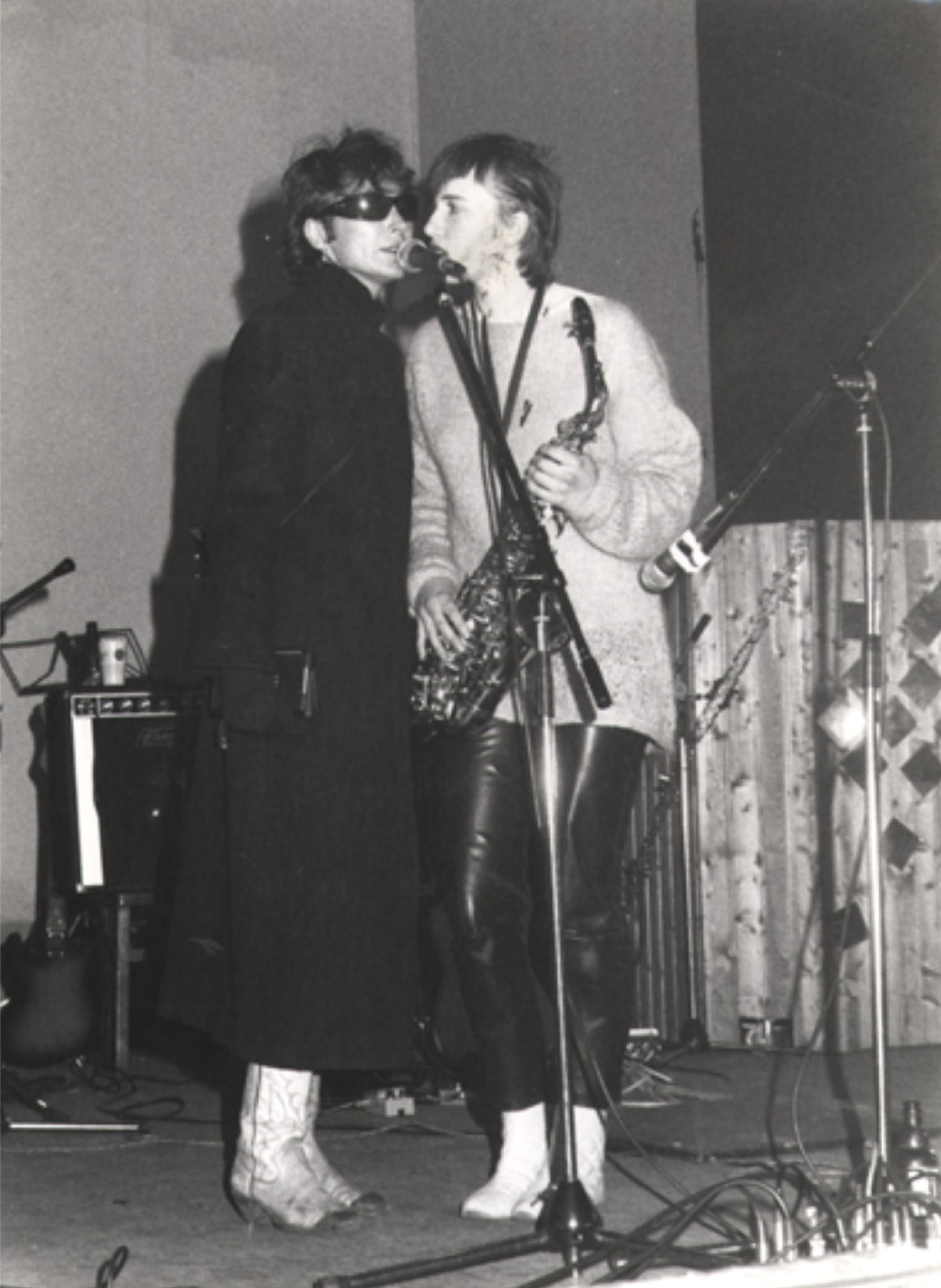
Blässe, Berlin SO 36 Januar 1980

## Diskografie
- 1980: Antifaschistisches Festival Live Berlin 1979. (Stechapfel Produktion)
- 1980: Lieben Sie Saxofon. (EMIL 1)
- 1981: BLÄSSE LIVE. (Klar! 80 – buhuu 8)
- 1981: SAMPLE AND HOLD. (Klar! 80 – buhuu 11)
- 1981: MASSA. (Album, Klar! 80)
- 2001: Antifaschistisches Festival Live Berlin 1979. (Rotten Totten Records RTR 002)